# Sciara curvinervis
Sciara curvinervis är en tvåvingeart som beskrevs av Edwards 1928. Sciara curvinervis ingår i släktet Sciara och familjen sorgmyggor. Inga underarter finns listade i Catalogue of Life.